# Söråker
Söråker est une localité de la commune de Timrå dans le comté de Västernorrland en Suède.
Sa population était de 2 407 habitants en 2019.